# Acuut coronair syndroom
Acuut coronair syndroom (ACS) is de verzamelnaam voor een acuut myocardinfarct (AMI) en instabiele angina pectoris (IAP). Beide aandoeningen geven soortgelijke symptomen en het vermoeden op een ACS noodzaakt onmiddellijke hulp. Er bestaat risico op hartfalen en hartstilstand met mogelijke noodzaak tot reanimatie.